# Pałac arcybiskupi w Valletcie
Pałac arcybiskupi (malt. Il-Palazz tal-Arċisqof), znany do 1944 roku jako pałac biskupi (malt. Il-Palazz tal-Isqof) – pałac w Valletcie na Malcie będący do roku 1976 rezydencją rzymskokatolickiego arcybiskupa Malty. Został zbudowany w XVII wieku.

## Historia
Pałac został wybudowany jako rezydencja dla Baldassare Cagliaresa, pierwszego urodzonego na Malcie biskupa Malty, między rokiem 1622 a 1631. Został zaprojektowany przez architekta Tommaso Dingliego. Budowa siedziby biskupa była kontrowersyjna, ponieważ zakon św. Jana, który w tamtym czasie rządził Maltą, uważał, że plany Cagliaresa dotyczące przeniesienia siedziby biskupa do Valletty naruszają jurysdykcję Zakonu nad miastem.
Mimo to budynek został w większości ukończony, a siedziba administracyjna diecezji maltańskiej i rezydencja biskupa zostały przeniesione do Valletty w połowie lat 30. XVII wieku. Koszt budowy do roku 1631 wyniósł 12 000 scudi. Poza funkcjami administracyjnymi i mieszkalnymi pałac był także miejscem powitania dostojników, a także mieścił archiwum archidiecezji (Archivum Archiepiscopalis Melitensis, AAM).
W 1730 roku budynek został rozbudowany, dodana została loggia i inne udogodnienia. Koszty pokrył biskup Paul Alphéran de Bussan. Z powodu sporu między diecezją a Zakonem pierwsza kondygnacja pałacu pozostawała niedokończona aż do XX wieku, kiedy została ukończona za episkopatu arcybiskupa Mikiela Gonziego. Te ostatnie prace podjął architekt Vincenzo Bonello.
Pod koniec lat 70. XX wieku kuria przeniosła się z pałacu do pomieszczeń w Florianie, również AAM zostało tam przeniesione. Mikiel Gonzi był ostatnim arcybiskupem, który faktycznie mieszkał w pałacu, ale dziś budynek jest nadal używany przez archidiecezję, mieści się w nim Trybunał Sądowy.
Budynek i jego przyległości przeszły w roku 2019 prace konserwatorskie sfinansowane przez Archidiecezję; niekiedy, przy specjalnych okazjach jest otwarty dla publiczności.

## Opis
W pałacu znajduje się oratorium poświęcone Świętemu Józefowi. Ma również podziemne cysterny wodne, naturalne źródło i ogród, przy czym ten ostatni to największy ogród na terenie mieszkalnym w Valletcie. W ogrodzie tym znajdują się drzewa cytrusowe i XVII-wieczna fontanna.
W pałacu znajduje się kolekcja obrazów i rzeźb, w tym portret Alphérana de Bussan autorstwa Francesco Zahry.